# Джиде
Джиде́ (тур. Cide) — город и район Турции в иле Кастамону. Расположен на побережье Чёрного моря, в 135 км к северо-западу от Кастамону и в 524 км от Стамбула. На северо-востоке граничит с районом Доганъюрт, на востоке — с районом Шенпазар, на юге — с районами Аздавай и Пынарбаши и на востоке — с районом Куруджашиле ила Бартын.
По району протекают реки Айдос, Деврекяны (Деврекяни, Коджачай). Протяженность береговой линии района — 11 км, которые занимает непрерывный пляж. У деревни Ильясбей на мысе Керемпе расположен маяк.
В Джиде ежегодно проводится фестиваль в честь писателя Рыфата Ылгаза (1911—1993).

## История
У деревни Гидерос на берегу бухты Кидерос (Гидерос), в 12 км к западу от Джиде располагался древний город Китор, упоминаемый в «Илиаде» Гомера:
Рать пафлагонцев вело Пилемена суровое сердце, —

Всех, обитавших в Енетах, где водятся дикие мулы,

Тех, что Китором владели и около Сесама жили,

У берегов Парфенийских в отличных домах обитали,

На Ерифинских вершинах, в Эгиале жили и в Кромне.
Около 300 года до н. э. в результате слияния милетских колоний Сесама, Китора, Кромны и Тиоса образовался город Амастрида, названный в честь Амастриды, вдовы тирана Гераклеи Понтийской. Значительная часть жителей была переселена на территорию Сесама, который был расширен и перестроен. Однако некоторая часть населения осталась на прежних местах, поскольку Кромна, Китор и Тиос сохранились.
Здесь жили каски, пафлагонцы, энеты, римляне, византийцы. До поглощения османами существовал бейлик Джандарогуллары. От касков никаких артефактов в Джиде не обнаружено. От пафлагонцев остались артефакты в долинах рек Девреканы, Гёкырмак, Деврек, Соганлы (Соганлычайи), Фильос и Бартын. Раскопки в Джиде не проводились. Гомер сообщает о племени энетов, которые жили у Китора и Джиде.
В Джиде жили римляне и византийцы. Найдены монеты с изображением Юлии Домна, императора Каракаллы. У деревни Чайьяка (Гюбле) построен замок на естественной скале на высоте 50-60 м над уровнем моря в римский период и отремонтирован в османский период. У Угурлу расположен византийский замок Тимне на холме, на высоте около 100 м над уровнем моря. У деревни Кёсели расположен византийский замок. У деревни Окчулар к западу от Джиде на естественной скале расположен замок, время постройки которого неизвестно.